# Richard D. Ryder
Richard Hood Jack Dudley Ryder, conhecido como Richard D. Ryder é um psicólogo britânico, que despertou a atenção do público quando, após trabalhar em laboratórios de pesquisa animal, posicionou-se contra os testes com animais, e se tornou um dos pioneiros no movimento de libertação animal. Ele é o autor de Victims of Science (1975), Painism: A Modern Morality (2003) e Putting Morality Back into Politics (2006).